# Usza Mała (gromada)
Usza Mała – dawna gromada, czyli najmniejsza jednostka podziału terytorialnego Polskiej Rzeczypospolitej Ludowej w latach 1954–1972.
Gromady, z gromadzkimi radami narodowymi (GRN) jako organami władzy najniższego stopnia na wsi, funkcjonowały od reformy reorganizującej administrację wiejską przeprowadzonej jesienią 1954 do momentu ich zniesienia z dniem 1 stycznia 1973, tym samym wypierając organizację gminną w latach 1954–1972.
Gromadę Usza Mała z siedzibą GRN we Uszy Małej utworzono – jako jedną z 8759 gromad – w powiecie wysokomazowieckim w woj. białostockim, na mocy uchwały nr 24/V WRN w Białymstoku z dnia 4 października 1954. W skład jednostki weszły obszary dotychczasowych gromad Usza Mała, Usza Wielka, Łuniewo Małe, Łuniewo Wielkie, Gnaty Soczewka, Kozarze i Nowodwory ze zniesionej gminy Klukowo w tymże powiecie. Dla gromady ustalono 10 członków gromadzkiej rady narodowej.
31 grudnia 1959 gromadę Usza Mała zniesiono, włączając jej obszar do gromad Kuczyn (wsie Kozarze, Nowodwory, Usza Mała, Usza Wielka i Gnaty-Soczewka oraz kolonie Adamowo, Dominikowo i Zaciszyn) i Klukowo (wsie Łuniewo Wielkie i Łuniewo Małe).